# (1359) Prieska
(1359) Prieska ist ein Asteroid des Hauptgürtels, der am 22. Juli 1935 vom südafrikanischen Astronomen Cyril V. Jackson in Johannesburg entdeckt wurde.
Benannt ist der Asteroid nach der südafrikanischen Ortschaft Prieska.